# Эпсилон-окрестность
{\displaystyle \varepsilon }-окре́стность множества в функциональном анализе и смежных дисциплинах — это такое множество, каждая точка которого удалена от данного множества менее, чем на {\displaystyle \varepsilon }.

## Определения
- Пусть {\displaystyle (X,\varrho )} есть метрическое пространство, {\displaystyle x_{0}\in X,} и {\displaystyle \varepsilon >0.} {\displaystyle \varepsilon }-окрестностью {\displaystyle x_{0}} называется множество

{\displaystyle U_{\varepsilon }(x_{0})=\{x\in X\mid \varrho (x,x_{0})<\varepsilon \}.}
- Проколотой {\displaystyle \varepsilon }-окрестностью точки {\displaystyle x_{0}} называется её {\displaystyle \varepsilon }-окрестность без неё самой:

{\displaystyle {\dot {U}}_{\varepsilon }(x_{0})=U_{\varepsilon }(x_{0})\backslash x_{0}}
- Пусть дано подмножество {\displaystyle A\subset X.} Тогда {\displaystyle \varepsilon }-окрестностью этого множества называется множество

{\displaystyle U_{\varepsilon }(A)=\bigcup \limits _{x\in A}U_{\varepsilon }(x).}

## Замечания
- {\displaystyle \varepsilon }-окрестностью точки {\displaystyle x_{0}} таким образом называется открытый шар с центром в {\displaystyle x_{0}} и радиусом {\displaystyle \varepsilon .}
- Прямо из определения следует, что

{\displaystyle U_{\varepsilon }(A)=\{x\in X\mid \exists y\in A\;\varrho (x,y)<\varepsilon \}.}
- {\displaystyle \varepsilon }-окрестность является окрестностью и, в частности, открытым множеством.

## Примеры
Пусть есть вещественная прямая {\displaystyle \mathbb {R} } со стандартной метрикой {\displaystyle \varrho (x,y)=|x-y|,\;x,y\in \mathbb {R} .} Тогда
- {\displaystyle U_{2}(1)=(-1,3);}
- {\displaystyle U_{1}([5,7])=(4,8).}